# Lee Jai Jin
Lee Jai-jin (Hangul= 이재진, Hanja= 李宰鎮, RR= I Jae-jin), es un cantante, rapero y coreógrafo surcoreano conocido por ser miembro de la banda SECHSKIES.

## Biografía
Su padre murió en 2006 debido a cáncer de páncreas y su madre murió en 2008.
Su hermana menor es la cantante Lee Eun-ju, quien está casada con el productor musical Yang Hyun-suk.
Es buen amigo de los miembros de SECHSKIES.
El 25 de agosto de 2008 entró al servicio militar obligatorio, el cual finalizó en agosto del 2010.
En mayo de 2021 anunció que se había comprometido con su novia, quien no es parte del medio del entretenimiento.

## Carrera
Es miembro de la agencia YG Entertainment.
Junto a Kim Jae-duck formó el grupo de baile "Quicksilver" en Busan.
En 1997 se unió a la agencia "Daesung Entertainment (DSP Media)" donde fue miembro hasta 2000. Desde el 2017 es miembro de la agencia "YG Entertainment" junto a los integrantes de SECHSKIES (a excepción de Ko Ji-yong), Jai-jin también firmó un contrato individual con la agencia.
Desde abril de 1997 es uno de los raperos y bailarínes del grupo musical "SECHSKIES" junto a Jang Su-won, Kang Sung-hoon, Eun Ji-won, Kim Jae-duck y Ko Ji-yong. El grupo se separó en el 2000 y dieciséis años separados volvieron a unirse en el 2016. 
En 2001 comenzó su carrera como solista y lanzó su primer álbum titulado "S.Wing" con el éxito musical Double J. Poco después en 2003 lanzó su segundo álbum "002 J2" con la canción Go Back. Tres años después en 2005 lanzó su tercer álbum " It's New" con el éxito Charge.
En el 2011 Jai-jin participó en el álbum de edición especial del grupo BIGBANG, donde realizó varias ilustraciones para los miembros.
En el 2016 apareció por primera vez como invitado en el exitoso programa de televisión surcoreano Running Man (también conocida como "Leonning maen") durante el episodio n.º 326 formando parte del equipo "Lady Ji-hyo Team" con Song Ji-hyo, Kang Sung-hoon, Eun Ji-won, Jang Su-won y Kim Jae-duck. Más tarde apareció nuevamente en el programa en diciembre del 2017 durante el episodio n.º 383 formando parte del equipo "White Team" con Yoo Jae-suk, Yang Se-chan, Eun Ji-won, Kang Sung-hoon.

## Filmografía

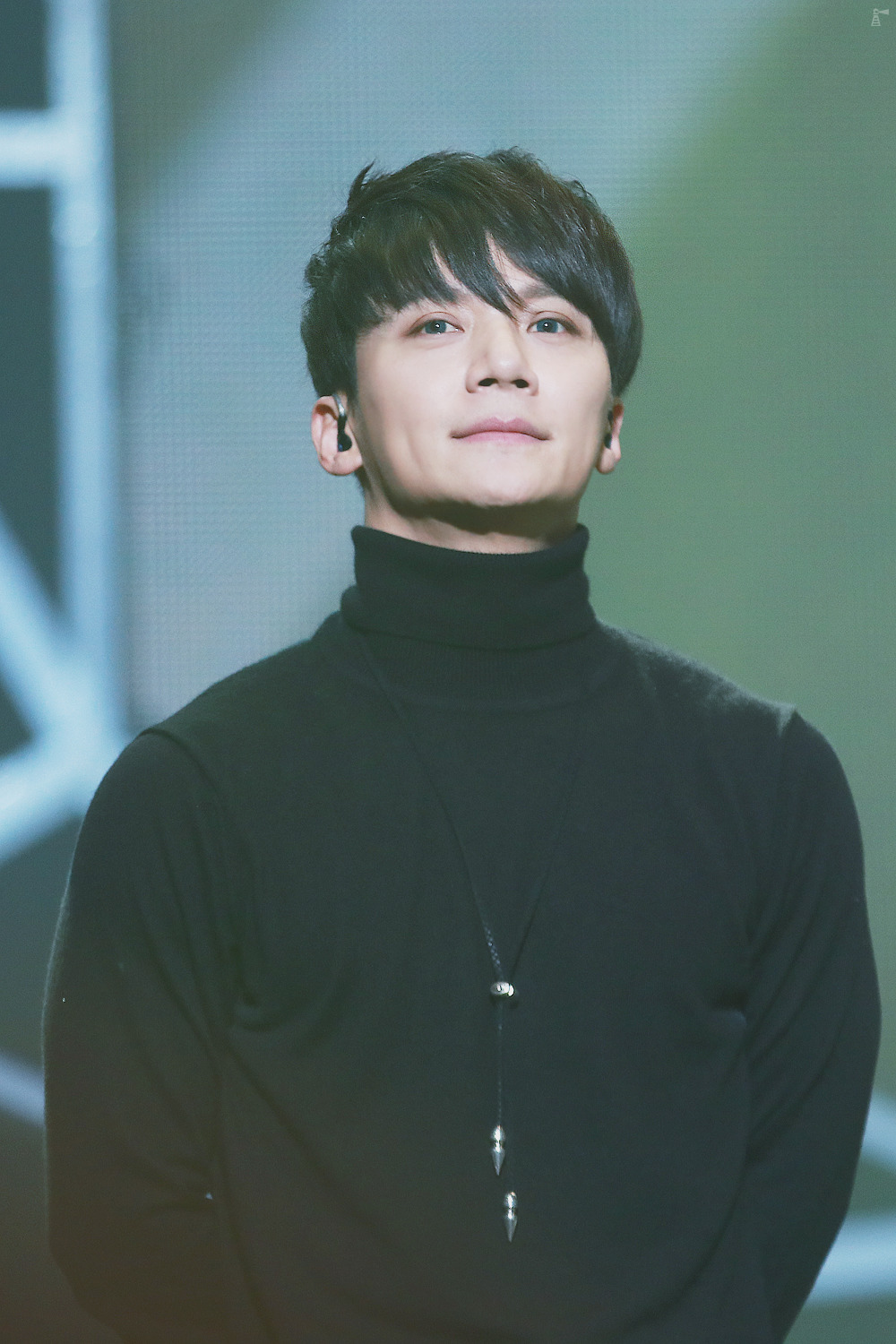
Lee Jai-ji en enero del 2017.

### Programas de variedades
| Año        | Programa                  | Notas                                                                       |
| ---------- | ------------------------- | --------------------------------------------------------------------------- |
| 2016, 2017 | Running Man               | 2 episodios - (Ep. #326, 383) - participante                                |
| 2017       | Knowing Bros              | Ep. #106 - invitado - junto a SECHSKIES                                     |
| 2017       | Life Bar                  | 2 episodios (Ep. # 21-22) - junto a SECHSKIES                               |
| 2016       | Fantastic Duo             | 2 episodios (Ep. #9-10) - junto a Eun Ji-won, Kang Sung-hoon y Kim Jae-duck |
| 2016       | Flower Crew               | (Ep. #1-12) miembro - junto a Eun Ji-won                                    |
| 2016       | Weekly Idol               | 2 episodios - (Ep. #280-281) - junto a SECHSKIES                            |
| 2016       | You Hee-yeol's Sketchbook | Ep. #323 - junto a SECHSKIES                                                |
| 2016       | Radio Star                | 2 episodios (Ep. #480 y 503) - invitado                                     |
| 2016       | Infinite Challenge        | 3 episodios - (Ep. #476-478) - invitado                                     |
| 2016       | Entertainment Relay       | invitado - junto a SECHSKIES                                                |

### Películas
| Año  | Título               | Personaje | Notas |
| ---- | -------------------- | --------- | ----- |
| 1998 | Seventeen: The Movie | -         | -     |

### Radio
| Año  | Programa                   | Notas             |
| ---- | -------------------------- | ----------------- |
| 2017 | Choi Hwa Jung's Power Time | junto a SECHSKIES |
| 2017 | Jung Yoo Mi's FM Date      | junto a SECHSKIES |
| 2017 | Kangta's Starry Night      | junto a SECHSKIES |

### Anuncios
| Año  | Marca             | Notas             |
| ---- | ----------------- | ----------------- |
| 1998 | Elite - Uniform   | junto a SECHSKIES |
| 1997 | Mr Hammer - Snack | junto a SECHSKIES |